# Кальферде
Кальферде (нім. Calvörde) — громада в Німеччині, розташована в землі Саксонія-Ангальт. Входить до складу району Берде. Складова частина об'єднання громад Флехтінген.
Площа — 122,09 км2. Населення становить 3390 ос. (станом на 31 грудня 2021).

## Галерея

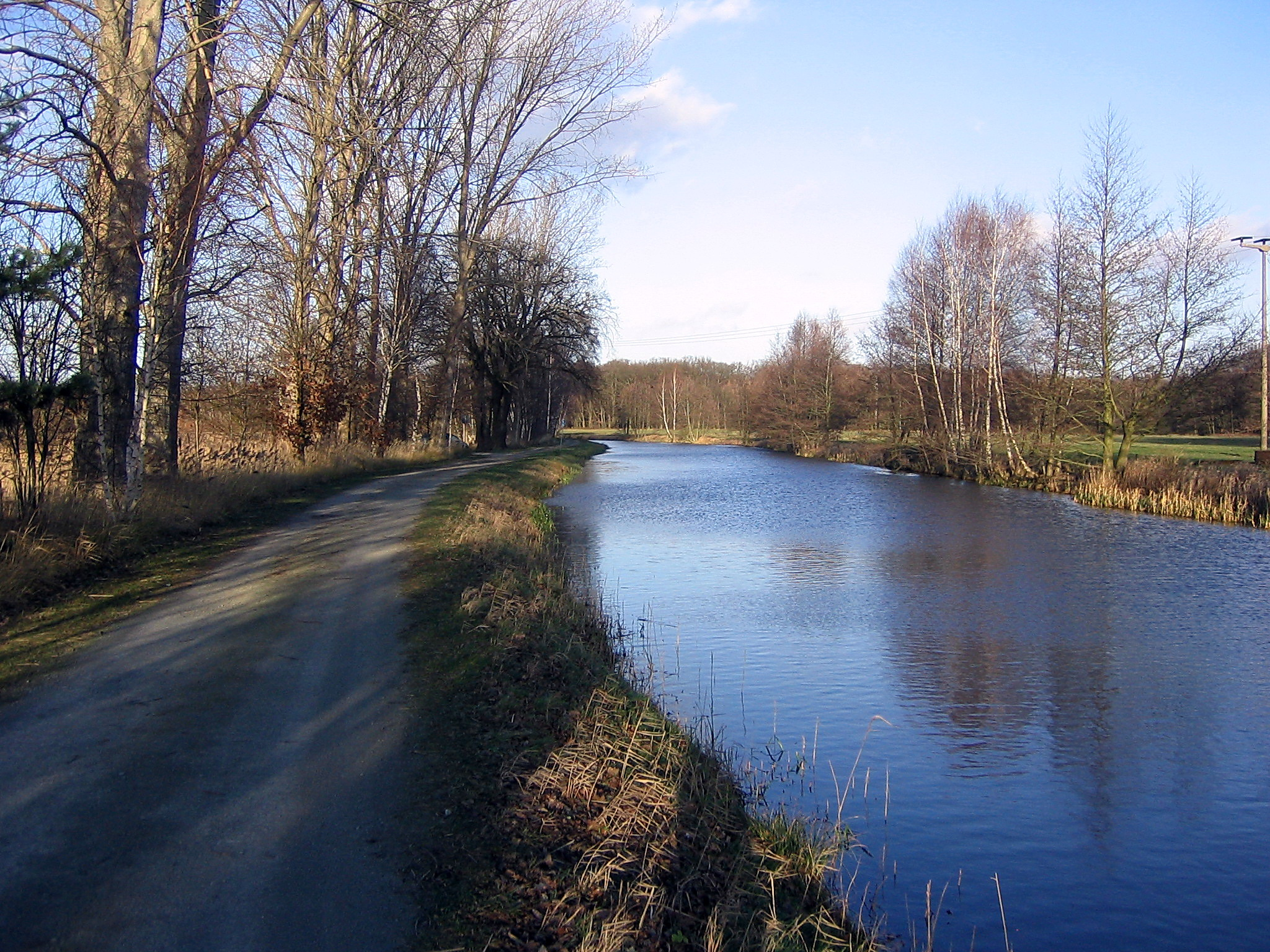
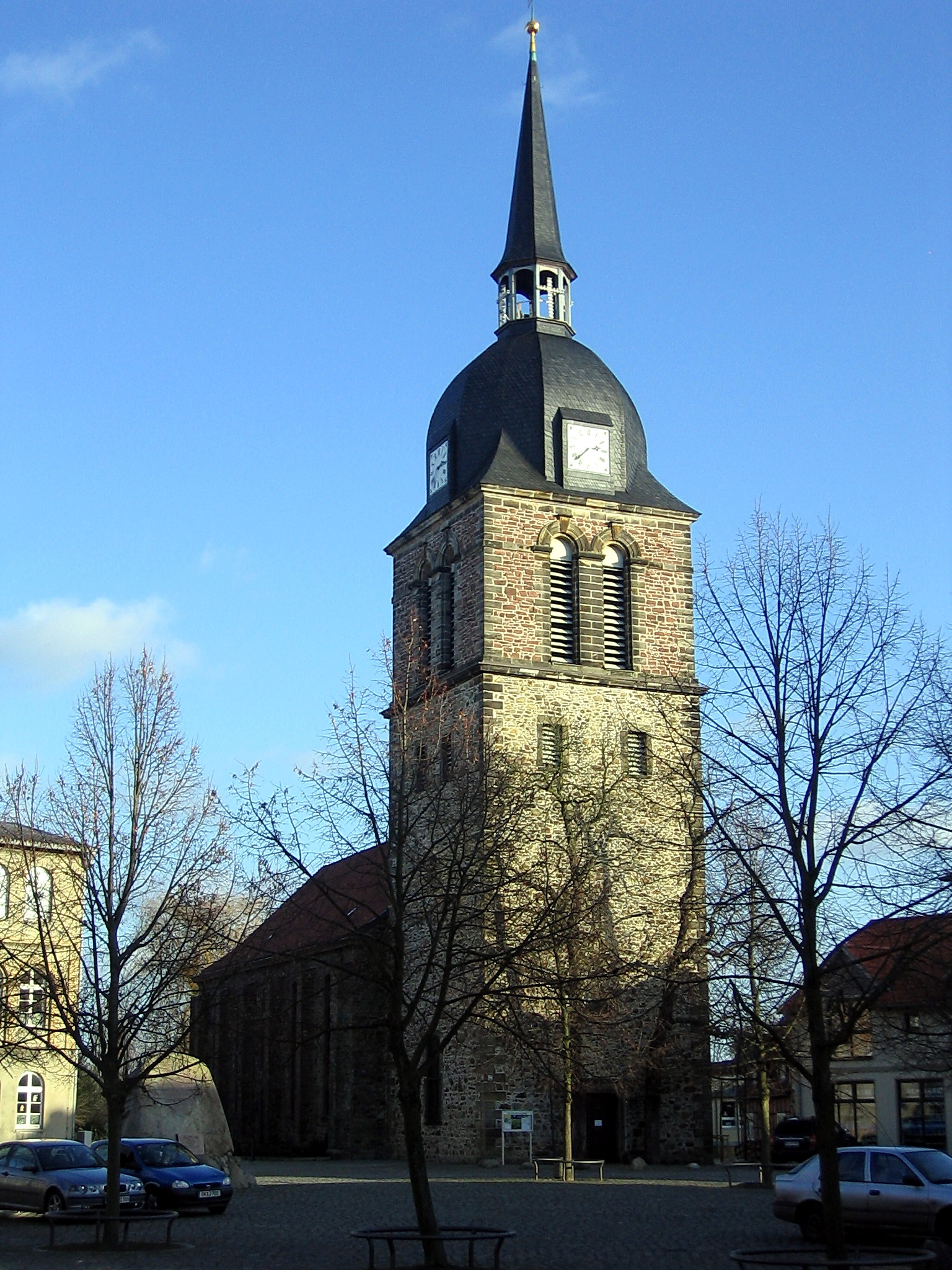
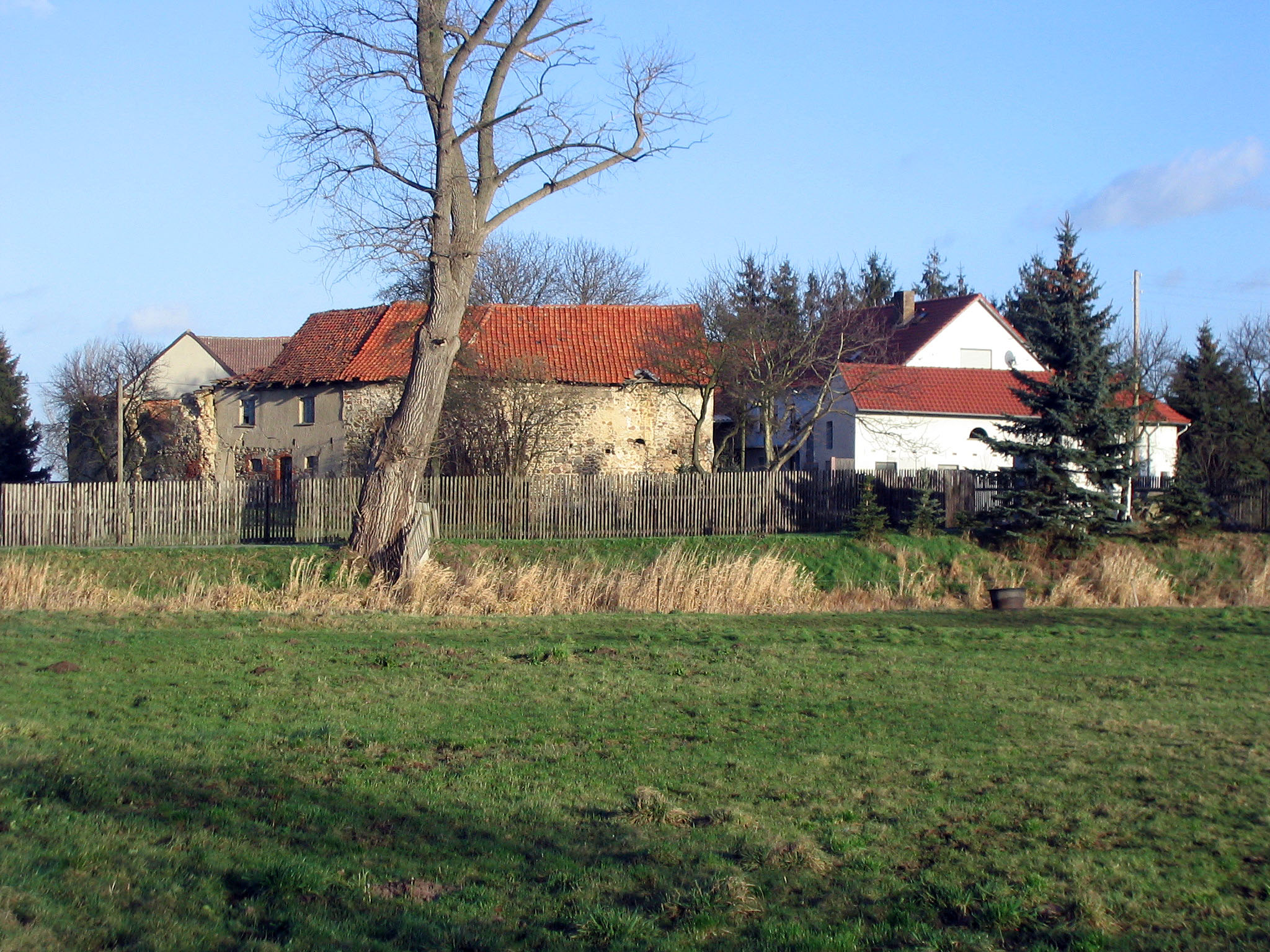
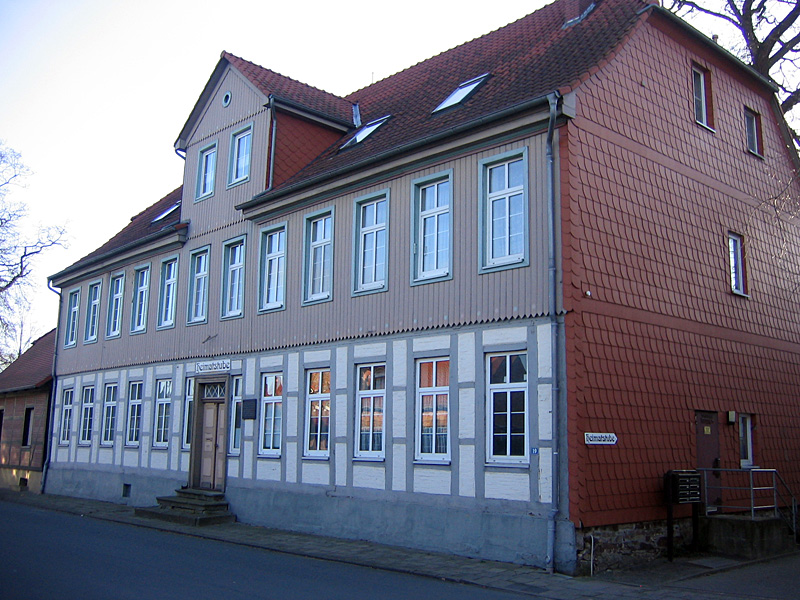
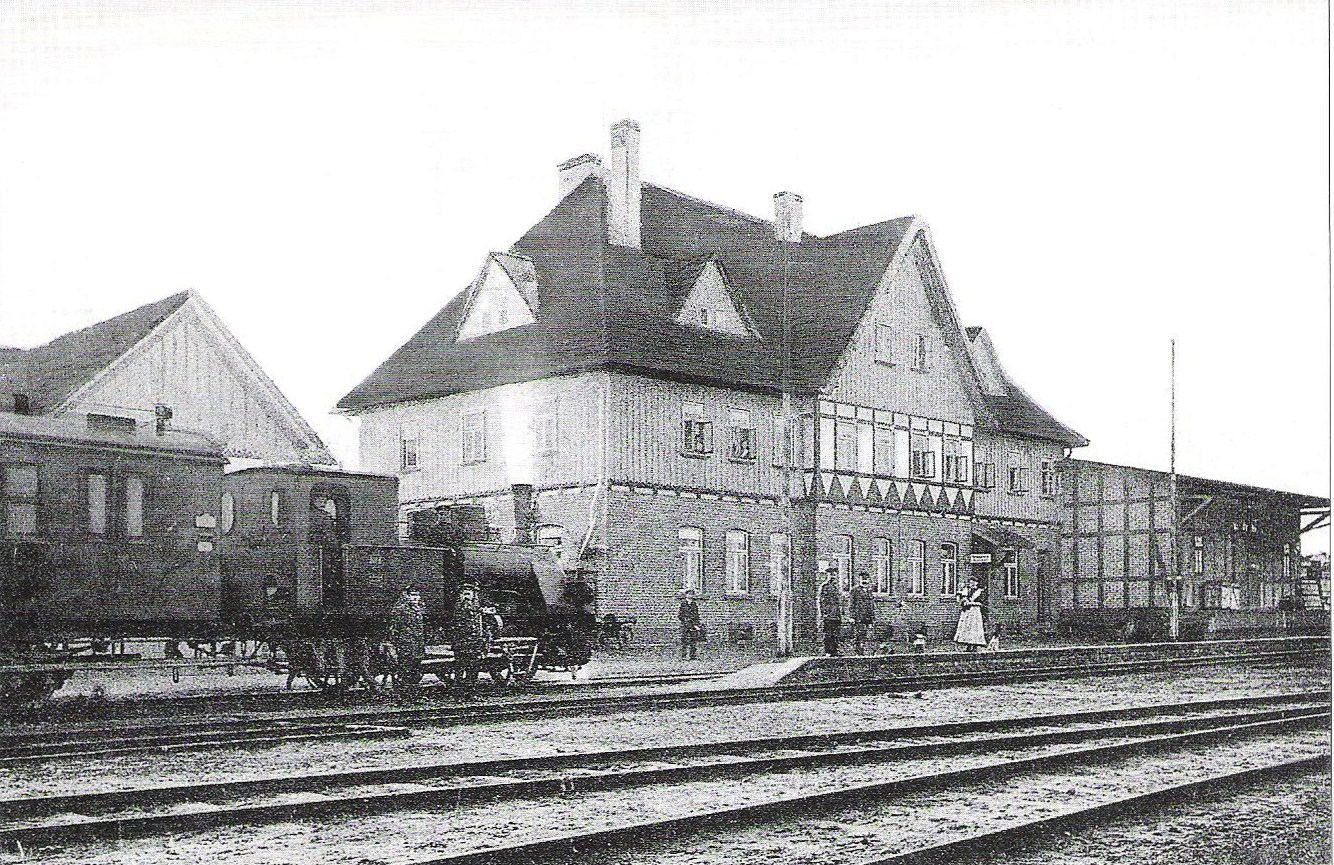
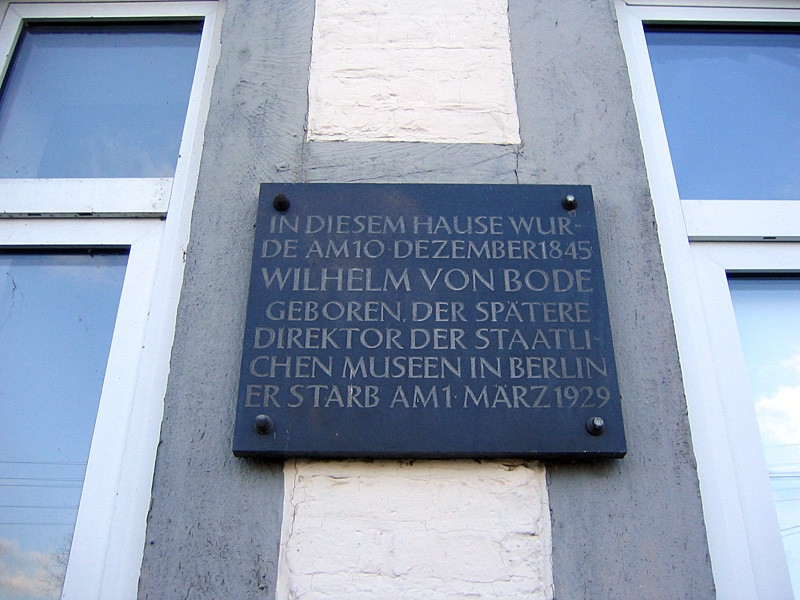